# 韩国华
韓國華（957年—1011年），字光弼。原籍为深州博野（今河北博野县），后为相州安阳（今属河南安阳市）人，北宋大臣。宰相韩琦之父。

## 家族
- 高祖：韓乂賓：成德軍節度判官
- 曾祖：韓昌辭：鼓城縣令
- 祖父：韓璆：永濟縣令
- 父亲：韓構：太子中允、知康州

## 生平
北宋太宗太平兴国二年（977年）举进士，时年十九岁。授官大理评事，通判泸州。四年转任安德军节度使判官。七年，除秘书省著作郎，监督蔡州税务。雍熙元年（984年），迁监察御史。三年，假太常少卿，出使高丽。回来后拜右拾遗、直史馆，赐五品服。四年，充三司开拆司推官，不久主判开拆司。累迁左司谏、刑、兵二部员外郎，赐三品服。至道二年（996年），以屯田郎中充京东转运副使，移峡路转运使。真宗即位后，迁都官郎中。还朝权判大理寺，出知河阳。咸平四年（1001年），就迁职方郎中，移知潞州。景德三年（1006年），假秘书监，出使契丹，回来为江南巡抚使，入权开封府判官。四年，以太常少卿知泉州，大中祥符元年（1008年），拜右谏议大夫，四年（1011年）任满离泉，在途中生病，三月十一日终于建州传舍，年五十五。
嘉祐八年，其子韓琦擔任宰相期間，邀請了好友兼同僚樞密使富弼爲其撰寫神道碑，當時韓國華以其子顯貴，獲追贈為太師、中書令兼尚書令、魏國公。

## 梨园戏
今泉州梨园戏传统剧目《韩国华》即演绎他的传奇故事。

## 後代
夫人罗氏，谏议大夫罗延吉之女，唐朝末年天雄節度使、邺王罗绍威之孙女，封宜城县君。生子六人：
- 韓球：德清縣尉
  - 韓暐
  - 韓公彥：殿中丞知和州
- 韓瑄：將作監主簿
- 韓琚：司封員外郎、兩浙轉運使
  - 韓景融：將作監主簿
  - 韓方彥：朝奉大夫、判北京國子監
  - 韓直彥：太常寺太祝、簽署信陽軍判官廳公事
  - 韓孝彥：中散大夫、知沂州
- 韓珫：孟州司法參軍
- 韓璩：著作佐郎、知安豐縣
  - 韓正彥：朝議大夫、河東路轉運使
- 韓琦

註：另有一女韓氏，為韓琦之姐，適西上閤門使高志寧。

## 延伸阅读
[在维基数据编辑]
 《宋史/卷277》，出自脱脱《宋史》